# Nowogród Bobrzański
Nowogród Bobrzański [nɔˈvɔgrut bɔˈbʒansci], tyska: Naumburg am Bober, är en småstad i västra Polen, tillhörande distriktet Powiat zielonogórski i Lubusz vojvodskap och belägen 26 kilometer sydväst om Zielona Góra. Staden är sedan 1988 sammanslagen med grannstaden Krzystkowice (Christianstadt am Bober). Den sammanslagna staden hade 5 143 invånare år 2014, med totalt 9 451 invånare i kommunen samma år.

## Historia
Staden grundades 1202 på den östra schlesiska sidan av Bóbr och fick stadsrättigheter under 1200-talet, då också ett kloster tillhörande Augustinerorden grundades.
Det svenska diplomatiska sändebudet Malcolm Sinclair mördades av ryska officerare strax nordost om staden 1739, en händelse som bidrog till utbrottet av hattarnas ryska krig 1741 och utgör den historiska bakgrunden till den i Sverige spridda Sinclairvisan.
Staden hade 1 250 invånare vid den sista tyska folkräkningen 1939. Större delen av bebyggelsen förstördes i samband med krigsslutet 1945. Den tysktalande delen av befolkningen fördrevs efter att staden tillfallit Polen genom Potsdamöverenskommelsen, och staden förlorade sina stadsrättigheter på grund av det låga invånarantalet. 1988 blev staden åter formellt stad då den slogs samman med grannstaden Krzystkowice.

### Krzystkowices historia
Staden Krzystkowice (Christianstadt am Bober) på den västra sidan av Bóbr, utgjorde före 1600-talet byn Neudorf. Hertigen Christian I av Sachsen-Merseburg, markgreve av Niederlausitz, gav här 1659 greven Balthasar Erdmann I von Promnitz i uppdrag att bygga en stad som bosättning för protestantiska religionsflyktingar från Schlesien. Staden döptes till Christianstadt och dess gatunät anlades i form av bokstäverna CH till hertigens ära. Stadsrättigheterna utfärdades år 1663. Genom Wienkongressen 1815 blev Niederlausitz del av Preussen. Under 1800-talet var den viktigaste näringen textilindustri, och under 1900-talets början växte även en kemisk industri fram.
Under andra världskriget låg ett satellitläger till koncentrationslägret Gross-Rosen i staden, som även hade en av det tredje rikets största ammunitions- och sprängämnesfabriker tillhörande IG Farben-koncernen, DAG Alfred Nobel Christianstadt. År 1944 fanns 1030 kvinnliga koncentrationslägerfångar från Auschwitz och Łódź getto som tvångsarbetare i staden. Den österrikisk-amerikanska författaren Ruth Klüger har beskrivit denna tid som fånge i sin självbiografi.
Krzystkowice förlorade sina stadsrättigheter i samband med att staden blev polsk 1945. Orten blev en stadsdel i Nowogród Bobrzański i samband med att kommunerna slogs ihop 1988 och utgör idag en distinkt separat stadskärna väster om Bóbr.